# A Ferencvárosi TC 1971–1972-es szezonja
A Ferencvárosi TC 1971–1972-es szezonja szócikk a Ferencvárosi TC első számú férfi labdarúgócsapatának egy szezonjáról szól, mely összességében és sorozatban is a 71. idénye volt a csapatnak a magyar első osztályban. A klub fennállásának ekkor volt a 73. évfordulója.

## Mérkőzések
| Színmagyarázat | Színmagyarázat |
| -------------- | -------------- |
|                | Győzelem.      |
|                | Döntetlen.     |
|                | Vereség.       |

### UEFA-kupa
1. forduló
| 1971. szeptember 14. |

| Fenerbahçe    | 1 – 1               | Ferencváros |
| ------------- | ------------------- | ----------- |
| Mumcuoğlu 59' | (0 – 0) Jegyzőkönyv | Kű 82'      |

| Mithatpaşa Stadı, Isztambul Nézőszám: 40 000 Játékvezető: Pavel Nyikolajevics Kazakov (szovjet) |

| 1971. szeptember 29. |

| Ferencváros             | 3 – 1               | Fenerbahçe |
| ----------------------- | ------------------- | ---------- |
| Branikovits 20' 65' 78' | (1 – 0) Jegyzőkönyv | Birand 88' |

| Népstadion, Budapest Nézőszám: 8 000 Játékvezető: Mariano Medina (spanyol) |

2. forduló
| 1971. október 20. |

| Ferencváros                                          | 6 – 0               | Panióniosz                    |
| ---------------------------------------------------- | ------------------- | ----------------------------- |
| Kű 2' Albert 23' 62' 89' Megyesi 67' Branikovits 83' | (2 – 0) Jegyzőkönyv | Intzoglou 24′ Moraitellis 68′ |

| Népstadion, Budapest Nézőszám: 15 000 Játékvezető: Ferdinand Biwersi (német) |

- A Paniónioszt kizárták a további küzdelmekből.

3. forduló
| 1971. november 24. |

| Eintracht Braunschweig | 1 – 1               | Ferencváros |
| ---------------------- | ------------------- | ----------- |
| Erler 84'              | (0 – 1) Jegyzőkönyv | Kű 8'       |

| Städtisches Stadion, Braunschweig Nézőszám: 10 000 |

| 1971. december 8. |

| Ferencváros                                  | 5 – 2               | Eintracht Braunschweig |
| -------------------------------------------- | ------------------- | ---------------------- |
| Juhász 4' Bálint 37' 52' Branikovits 58' 80' | (2 – 0) Jegyzőkönyv | Bründl 73' Erler 88'   |

| Népstadion, Budapest Nézőszám: 20 000 Játékvezető: Pius Kamber (svájci) |

Negyeddöntő
| 1972. március 9. |

| Ferencváros          | 1 – 2               | Željezničar Sarajevo                                       |
| -------------------- | ------------------- | ---------------------------------------------------------- |
| Albert 12' Mucha 50' | (1 – 1) Jegyzőkönyv | Bukal 27' Sprečo 48' Radović 25' Bećirspahić 39' Hrvat 78' |

| Népstadion, Budapest Nézőszám: 40 000 Játékvezető: Paterson (skót) |

| 1972. március 22. |

| Željezničar Sarajevo       | 1 – 2 (h. u.)                     | Ferencváros                         |
| -------------------------- | --------------------------------- | ----------------------------------- |
| Sprečo 28' Bećirspahić 78' | (1 – 1, 1 – 2, 1 – 2) Jegyzőkönyv | Kű 29' Branikovits 60' Páncsics 55' |

| Koševo Stadion, Szarajevó Nézőszám: 25 000 Játékvezető: Sergio Gonella (olasz) |

- Tizenegyesekkel (4 – 5) a Ferencváros jutott tovább.

Elődöntő
| 1972. április 5. |

| Ferencváros                     | 2 – 2               | Wolverhampton Wanderers                       |
| ------------------------------- | ------------------- | --------------------------------------------- |
| Szőke 28' (11-esből) Albert 33' | (2 – 1) Jegyzőkönyv | Richards 18' Munro 75' Shaw 23' Wagstaffe 26' |

| Népstadion, Budapest Nézőszám: 35 000 Játékvezető: Rudolf Scheurer (svájci) |

| 1972. április 19. 20:30 |

| Wolverhampton Wanderers | 2 – 1               | Ferencváros       |
| ----------------------- | ------------------- | ----------------- |
| Daley 1' Munro 43' 89'  | (2 – 0) Jegyzőkönyv | Kű 47' Bálint 68' |

| Molineux Stadium, Wolverhampton Nézőszám: 40 000 Játékvezető: Hrísztosz Míhasz (görög) |

### NB 1 1971–72

#### Őszi fordulók
| 1. forduló 1971. augusztus 8. |

| Ferencváros              | 2 – 2               | Csepel SC                |
| ------------------------ | ------------------- | ------------------------ |
| Szőke 9' Branikovits 84' | (1 – 1) Jegyzőkönyv | Csordás 36' Losonczi 69' |

| Népstadion, Budapest Nézőszám: 23 000 Játékvezető: Somlai Lajos (magyar) |

| 2. forduló 1971. augusztus 14. |

| Vasas | 0 – 1               | Ferencváros |
| ----- | ------------------- | ----------- |
|       | (0 – 1) Jegyzőkönyv | Bálint 33'  |

| Fáy utca, Budapest Nézőszám: 18 000 Játékvezető: Emsberger Gyula (magyar) |

| 3. forduló 1971. augusztus 19. |

| Ferencváros                                      | 6 – 2               | Videoton         |
| ------------------------------------------------ | ------------------- | ---------------- |
| Branikovits 15' 73' 84' Albert 46' 65' Szőke 55' | (1 – 1) Jegyzőkönyv | Nagy II. 20' 69' |

| Népstadion, Budapest Nézőszám: 15 000 Játékvezető: Hámori László (magyar) |

| 4. forduló 1971. szeptember 4. |

| Budapesti Honvéd     | 2 – 1               | Ferencváros |
| -------------------- | ------------------- | ----------- |
| Szűcs 19' Komora 46' | (1 – 1) Jegyzőkönyv | Albert 20'  |

| Bozsik József Stadion, Budapest Nézőszám: 15 000 Játékvezető: Vadas György (magyar) |

| 5. forduló 1971. szeptember 11. |

| Ferencváros       | 2 – 1               | Tatabányai Bányász |
| ----------------- | ------------------- | ------------------ |
| Kű 12' Albert 47' | (1 – 1) Jegyzőkönyv | Kőműves 2'         |

| Népstadion, Budapest Nézőszám: 8 000 Játékvezető: Zsolt István (magyar) |

| 6. forduló 1971. szeptember 19. |

| Ferencváros          | 2 – 1               | Pécsi Dózsa |
| -------------------- | ------------------- | ----------- |
| Szőke 21' Albert 55' | (1 – 1) Jegyzőkönyv | Daka 5'     |

| Népstadion, Budapest Nézőszám: 10 000 Játékvezető: Vincze Ferenc (magyar) |

| 7. forduló 1971. december 1. |

| Salgótarjáni BTC   | 1 – 1               | Ferencváros                   |
| ------------------ | ------------------- | ----------------------------- |
| Juhász 26' (öngól) | (1 – 0) Jegyzőkönyv | Szőke 55' (11-esből) Vépi 33' |

| Salgótarján Nézőszám: 12 000 Játékvezető: Petri Sándor (magyar) |

- Elhalasztott mérkőzés.

| 8. forduló 1971. október 13. |

| Haladás VSE | 0 – 2               | Ferencváros         |
| ----------- | ------------------- | ------------------- |
|             | (0 – 0) Jegyzőkönyv | Szőke 81' Mucha 90' |

| Rohonci úti stadion, Szombathely Nézőszám: 16 000 Játékvezető: Szilvási József (magyar) |

| 9. forduló 1971. október 16. |

| Ferencváros                                                    | 4 – 0               | Rába ETO |
| -------------------------------------------------------------- | ------------------- | -------- |
| Bálint 47' Szőke 61' (11-esből) 66' (11-esből) Branikovits 65' | (0 – 0) Jegyzőkönyv |          |

| Népstadion, Budapest Nézőszám: 8 000 Játékvezető: Wottava Tibor (magyar) |

| 10. forduló 1971. október 30. |

| Vörös Meteor Egyetértés | 1 – 1               | Ferencváros |
| ----------------------- | ------------------- | ----------- |
| Szuromi 62'             | (0 – 1) Jegyzőkönyv | Kű 39'      |

| Budapest Nézőszám: 6 000 Játékvezető: Müncz György (magyar) |

- A mérkőzés 1 – 1-es állásnál félbeszakadt. Az eredményt törölték.

| 11. forduló 1971. november 7. |

| Újpesti Dózsa        | 2 – 1               | Ferencváros |
| -------------------- | ------------------- | ----------- |
| Bene 75' Fazekas 80' | (0 – 0) Jegyzőkönyv | Szőke 69'   |

| Népstadion, Budapest Nézőszám: 20 000 Játékvezető: Petri Sándor (magyar) |

| 12. forduló 1971. november 17. |

| Diósgyőr                      | 2 – 2               | Ferencváros           |
| ----------------------------- | ------------------- | --------------------- |
| Tábori 31' Gass 49' Hajdú 42' | (1 – 1) Jegyzőkönyv | Branikovits 4' Kű 85' |

| DVTK-stadion, Miskolc Nézőszám: 8 000 Játékvezető: Emsberger Gyula (magyar) |

| 13. forduló 1971. november 20. |

| Ferencváros                                           | 6 – 1               | Egri Dózsa |
| ----------------------------------------------------- | ------------------- | ---------- |
| Branikovits 2' 6' Szőke 4' 31' Megyesi 41' Rákosi 71' | (5 – 0) Jegyzőkönyv | Simon 60'  |

| Népstadion, Budapest Nézőszám: 2 000 Játékvezető: Wottava Tibor (magyar) |

| 14. forduló 1971. november 28. |

| MTK                   | 2 – 2               | Ferencváros                     |
| --------------------- | ------------------- | ------------------------------- |
| Becsei 55' Kunszt 68' | (0 – 1) Jegyzőkönyv | Szőke 35' (11-esből) Albert 74' |

| Hungária körút, Budapest Nézőszám: 15 000 Játékvezető: Kamarás István (magyar) |

| 15. forduló 1971. december 4. |

| Ferencváros                        | 5 – 0               | Komlói Bányász |
| ---------------------------------- | ------------------- | -------------- |
| Albert 5' 60' 80' Szőke 25' Kű 38' | (3 – 0) Jegyzőkönyv |                |

| Népstadion, Budapest Nézőszám: 7 000 Játékvezető: Szilvási József (magyar) |

#### Tavaszi fordulók
| 16. forduló 1972. március 5. |

| Egri Dózsa | 0 – 1               | Ferencváros          |
| ---------- | ------------------- | -------------------- |
|            | (0 – 0) Jegyzőkönyv | Novák 56' (11-esből) |

| Eger Nézőszám: 18 000 Játékvezető: Vízhányó László (magyar) |

| 17. forduló 1972. március 12. |

| Ferencváros | 1 – 0               | MTK        |
| ----------- | ------------------- | ---------- |
| Albert 43'  | (1 – 0) Jegyzőkönyv | Becsei 57' |

| Népstadion, Budapest Nézőszám: 8 000 Játékvezető: Somlai Lajos (magyar) |

| 18. forduló 1972. március 19. |

| Komlói Bányász         | 1 – 0               | Ferencváros              |
| ---------------------- | ------------------- | ------------------------ |
| Bencsik 75' Makray 18' | (0 – 0) Jegyzőkönyv | Vépi 16' Branikovits 75' |

| Komló Nézőszám: 8 000 Játékvezető: Marton László (magyar) |

| 19. forduló 1972. április 1. |

| Ferencváros | 0 – 1               | Diósgyőr            |
| ----------- | ------------------- | ------------------- |
| Szőke 22'   | (0 – 1) Jegyzőkönyv | Gass 16' Tábori 77' |

| Népstadion, Budapest Nézőszám: 4 000 Játékvezető: Mohácsi Lajos (magyar) |

| 20. forduló 1972. április 9. |

| Ferencváros                    | 3 – 1               | Haladás VSE        |
| ------------------------------ | ------------------- | ------------------ |
| Albert 15' Branikovits 47' 50' | (1 – 0) Jegyzőkönyv | Bíró 90' Bokor 76' |

| Népstadion, Budapest Nézőszám: 8 000 Játékvezető: Halász Mihály (magyar) |

| 21. forduló 1972. április 15. |

| Újpesti Dózsa                       | 0 – 2               | Ferencváros               |
| ----------------------------------- | ------------------- | ------------------------- |
| Juhász P. 26' Káposzta 45' Bene 70' | (0 – 2) Jegyzőkönyv | Szőke 17' Branikovits 45' |

| Megyeri út, Budapest Nézőszám: 18 000 Játékvezető: Marton László (magyar) |

| 22. forduló 1972. április 23. |

| Ferencváros                                     | 3 – 1               | Vörös Meteor Egyetértés           |
| ----------------------------------------------- | ------------------- | --------------------------------- |
| Kű 14' Branikovits 49' (11-esből) 55' Mucha 75' | (1 – 1) Jegyzőkönyv | Weimper 2' Szuromi 57' Halápi 64' |

| Népstadion, Budapest Nézőszám: 10 000 Játékvezető: Szkokán Zoltán (magyar) |

| 23. forduló 1972. május 28. |

| Pécsi Dózsa                              | 3 – 1               | Ferencváros                                  |
| ---------------------------------------- | ------------------- | -------------------------------------------- |
| Máté 1' Jánosi 60' 59' Daka 80' Rapp 13' | (1 – 0) Jegyzőkönyv | Mucha 74' Szőke 11' Branikovits 13' Füsi 83' |

| PMFC Stadion, Pécs Nézőszám: 12 000 Játékvezető: Palotai Károly (magyar) |

| 24. forduló 1972. május 31. |

| Ferencváros | 0 – 0               | Salgótarjáni BTC      |
| ----------- | ------------------- | --------------------- |
|             | (0 – 0) Jegyzőkönyv | Horváth 25' Répás 29' |

| Népstadion, Budapest Nézőszám: 15 000 Játékvezető: Katona József (magyar) |

| 25. forduló 1972. június 4. |

| Tatabányai Bányász | 0 – 0               | Ferencváros |
| ------------------ | ------------------- | ----------- |
| Kovácshegyi 85'    | (0 – 0) Jegyzőkönyv | Vépi 48'    |

| Városi Stadion, Tatabánya Nézőszám: 18 000 Játékvezető: Somlai Lajos (magyar) |

| 26. forduló 1972. június 7. |

| Ferencváros                                          | 4 – 2               | Budapesti Honvéd               |
| ---------------------------------------------------- | ------------------- | ------------------------------ |
| Branikovits 20' Albert 41' Szőke 51' Kű 61' Vépi 72' | (2 – 1) Jegyzőkönyv | Kocsis 26' Kozma 90' Dudás 80′ |

| Népstadion, Budapest Nézőszám: 20 000 Játékvezető: Müncz György (magyar) |

| 27. forduló 1972. június 25. |

| Videoton                                             | 4 – 3               | Ferencváros                                                            |
| ---------------------------------------------------- | ------------------- | ---------------------------------------------------------------------- |
| Szalmásy 1' 13' Karsai 24' Burka 40' 6' Nagy III 36' | (4 – 1) Jegyzőkönyv | Branikovits 32' Albert 51' Németh 80' Bálint 7' Juhász 19' Megyesi 90' |

| Sóstói Stadion, Székesfehérvár Nézőszám: 15 000 Játékvezető: Marton László (magyar) |

| 28. forduló 1972. július 2. |

| Ferencváros               | 2 – 5               | Vasas                                                   |
| ------------------------- | ------------------- | ------------------------------------------------------- |
| Branikovits 4' 43' Kű 45' | (2 – 2) Jegyzőkönyv | Várady 2' 35' Puskás 65' 74' 82' Ihász 44' Lakinger 67' |

| Népstadion, Budapest Nézőszám: 18 000 Játékvezető: Szilvási József (magyar) |

| 29. forduló 1972. július 5. |

| Csepel SC              | 1 – 1               | Ferencváros |
| ---------------------- | ------------------- | ----------- |
| Varga M. 45' Kandi 76' | (1 – 1) Jegyzőkönyv | Albert 22'  |

| Béke téri stadion, Budapest Nézőszám: 5 000 Játékvezető: Szkokán Zoltán (magyar) |

| 30. forduló 1972. július 9. |

| Rába ETO            | 1 – 1               | Ferencváros                           |
| ------------------- | ------------------- | ------------------------------------- |
| Stolcz 13' Nagy 11′ | (1 – 1) Jegyzőkönyv | Albert 12' Branikovits 69' Juhász 76' |

| Győr Nézőszám: 5 500 Játékvezető: Emsberger Gyula (magyar) |

#### A bajnokság végeredménye
|    | Csapat               | Játszott | Gy | D  | V  | L  | K  | GK  | Pont | Megjegyzés                                        |
| -- | -------------------- | -------- | -- | -- | -- | -- | -- | --- | ---- | ------------------------------------------------- |
| 1  | Újpesti Dózsa        | 30       | 20 | 6  | 4  | 78 | 30 | +48 | 46   | Bajnok, 1972–1973-as bajnokcsapatok Európa-kupája |
| 2  | Honvéd               | 30       | 16 | 7  | 7  | 51 | 26 | +25 | 39   | 1972–1973-as UEFA-kupa                            |
| 3  | Salgótarjáni BTC     | 30       | 15 | 9  | 6  | 51 | 39 | +12 | 39   | 1972–1973-as UEFA-kupa                            |
| 4  | Tatabányai Bányász   | 30       | 13 | 11 | 6  | 44 | 32 | +12 | 37   | 1972–1973-as közép-európai kupa                   |
| 5  | Ferencváros          | 30       | 14 | 8  | 8  | 59 | 36 | +23 | 36*  | 1972–1973-as kupagyőztesek Európa-kupája          |
| 6  | Vasas                | 30       | 12 | 8  | 10 | 51 | 46 | +5  | 32   |                                                   |
| 7  | Videoton             | 30       | 13 | 5  | 12 | 47 | 43 | +4  | 31   |                                                   |
| 8  | Komlói Bányász       | 30       | 10 | 11 | 9  | 38 | 47 | -9  | 31   |                                                   |
| 9  | Csepel               | 30       | 11 | 8  | 11 | 35 | 38 | -3  | 30   |                                                   |
| 10 | Rába ETO             | 30       | 7  | 12 | 11 | 36 | 51 | -15 | 26   |                                                   |
| 11 | Pécsi Dózsa          | 30       | 6  | 13 | 11 | 22 | 28 | -6  | 25   |                                                   |
| 12 | Diósgyőri VTK        | 30       | 9  | 6  | 15 | 32 | 46 | -14 | 24   |                                                   |
| 13 | MTK                  | 30       | 8  | 8  | 14 | 37 | 41 | -4  | 22*  |                                                   |
| 14 | VM Egyetértés        | 30       | 5  | 13 | 12 | 26 | 35 | -9  | 21*  |                                                   |
| 15 | Egri Dózsa           | 30       | 6  | 8  | 16 | 32 | 65 | -33 | 20   | Kiestek a NB I/B-be.                              |
| 16 | Szombathelyi Haladás | 30       | 4  | 5  | 21 | 27 | 63 | -36 | 13   | Kiestek a NB I/B-be.                              |

*Az Egyetértés VM-Ferencváros és az MTK-Egyetértés VM mérkőzés eredményét 0-0-ban állapították meg. Pontot nem kaptak a csapatok.

#### Eredmények összesítése
Az alábbi táblázatban összesítve szerepelnek a Ferencvárosi TC 1971/72-es bajnokságban elért eredményei.
| Ősz/tavasz (forduló)    | Otthon | Otthon | Otthon | Otthon | Otthon | Otthon | Otthon | Idegenben | Idegenben | Idegenben | Idegenben | Idegenben | Idegenben | Idegenben |
| Ősz/tavasz (forduló)    | M      | GY     | D      | V      | LG–KG  | GK     | P      | M         | GY        | D         | V         | LG–KG     | GK        | P         |
| ----------------------- | ------ | ------ | ------ | ------ | ------ | ------ | ------ | --------- | --------- | --------- | --------- | --------- | --------- | --------- |
| Őszi szezon (1–15.)     | 7      | 6      | 1      | 0      | 27–7   | +20    | 13     | 7         | 2         | 3         | 2         | 10–9      | +1        | 7         |
| Tavaszi szezon (16–30.) | 7      | 4      | 1      | 2      | 13–10  | +3     | 9      | 8         | 2         | 3         | 3         | 9–10      | –1        | 7         |
| Összesen (1–30.)        | 14     | 10     | 2      | 2      | 40–17  | +23    | 22     | 15        | 4         | 6         | 5         | 19–19     | 0         | 14        |

### Magyar kupa
| 1971. július 25. |

| Paksi Kinizsi | 2 – 7       | Ferencváros                           |
| ------------- | ----------- | ------------------------------------- |
|               | Jegyzőkönyv | Branikovits Horváth Rákosi Füsi Szőke |

| Paks |

Nyolcaddöntő
| 1972. február 27. |

| Sátoraljaújhelyi Spartacus | 1 – 3       | Ferencváros     |
| -------------------------- | ----------- | --------------- |
|                            | Jegyzőkönyv | Mucha Juhász Kű |

| Sátoraljaújhely |

Negyeddöntő
| 1972. március 15. |

| MTK | 0 – 0               | Ferencváros |
| --- | ------------------- | ----------- |
|     | (0 – 0) Jegyzőkönyv |             |

| Hungária körút, Budapest |

Elődöntő
| 1972. április 12. |

| Videoton | 2 – 3       | Ferencváros      |
| -------- | ----------- | ---------------- |
|          | Jegyzőkönyv | Bálint Kű Albert |

| Sóstói Stadion, Székesfehérvár |

Döntő
| 1972. július 12. |

| Ferencváros         | 2 – 1               | Tatabányai Bányász |
| ------------------- | ------------------- | ------------------ |
| Vépi 18' Albert 84' | (1 – 0) Jegyzőkönyv | Kőműves 47'        |

| Megyeri út, Budapest Nézőszám: 8 000 Játékvezető: Katona József (magyar) |

### Egyéb mérkőzések
| 1971. július 15. |

| Admira Energie | 1 – 1       | Ferencváros |
| -------------- | ----------- | ----------- |
|                | Jegyzőkönyv | Németh      |

| Graz |

| 1971. július 31. |

| Željezničar Sarajevo | 0 – 1       | Ferencváros |
| -------------------- | ----------- | ----------- |
|                      | Jegyzőkönyv | Albert      |

| Szabadka |

| 1971. augusztus 1. |

| Dinamo Zagreb | 3 – 3       | Ferencváros            |
| ------------- | ----------- | ---------------------- |
|               | Jegyzőkönyv | Albert Németh Páncsics |

| Szabadka |

| 1971. augusztus 21. |

| Panathinaikósz | 1 – 6       | Ferencváros     |
| -------------- | ----------- | --------------- |
|                | Jegyzőkönyv | Németh Szőke Kű |

| Elche |

| 1971. augusztus 22. |

| Elche | 0 – 1       | Ferencváros |
| ----- | ----------- | ----------- |
|       | Jegyzőkönyv | Albert      |

| Elche |

| 1971. szeptember 7. |

| Crvena zvezda | 4 – 2       | Ferencváros  |
| ------------- | ----------- | ------------ |
|               | Jegyzőkönyv | Albert Mucha |

| Belgrád |

| 1971. december 23. |

| Olimbiakósz | 2 – 0       | Ferencváros |
| ----------- | ----------- | ----------- |
|             | Jegyzőkönyv |             |

| Athén |

| 1971. december 23. |

| Ferencváros | 0 – 0               | Karpati Lviv |
| ----------- | ------------------- | ------------ |
|             | (0 – 0) Jegyzőkönyv |              |

| Budapest |

| 1972. június 28. |

| Sestao Bilbao | 1 – 2       | Ferencváros |
| ------------- | ----------- | ----------- |
|               | Jegyzőkönyv | Martos Kű   |

| Bilbao |

## Külső hivatkozások
- A csapat hivatalos honlapja (magyarul)
- Az 1971–72-es szezon menetrendje a tempofradi.hu-n (magyarul)